# Az én apám
Chansons représentant la Hongrie au Concours Eurovision de la chanson
Viszlát nyár
(2018)
Singles de Joci Pápai
Kirakós
(2018)
Az én apám (« Mon père ») est une chanson co-composée et interprétée par le chanteur Joci Pápai, sortie en téléchargement le 23 décembre 2018.
Après avoir remporté la finale nationale A Dal 2019, elle a été sélectionnée pour représenter la Hongrie au Concours Eurovision de la chanson 2019 à Tel-Aviv en Israël,. Joci Pápai a déjà représenté la Hongrie à l'Eurovision en 2017 avec la chanson Origo.

## À l'Eurovision
Le 23 février 2019, la chanson Az én apám de Joci Pápai remporte la finale nationale hongroise A Dal 2019 et est sélectionnée pour représenter la Hongrie au Concours Eurovision de la chanson 2019. Lors de l'Eurovision, elle est interprétée dans la première moitié de la première demi-finale le 14 mai 2019.
Elle est intégralement interprétée en hongrois, langue nationale de la Hongrie, le choix de la langue étant toutefois libre depuis 1999.

## Liste des titres
| 1. | Az én apám | Ferenc Molnár (en) | Ferenc Molnár, József Pápai | 3:01 |

## Historique de sortie
| Pays ou région | Date             | Format                   | Label           |
| -------------- | ---------------- | ------------------------ | --------------- |
| Monde entier   | 23 décembre 2018 | Téléchargement numérique | Origo Produkció |